# سيان إدواردز
سيان إدواردز (بالإنجليزية: Sian Edwards)‏ هي موسيقية بريطانية، ولدت في 27 أغسطس 1959.

## وصلات خارجية
- سيان إدواردز على موقع IMDb (الإنجليزية)
- سيان إدواردز على موقع مونزينجر (الألمانية)
- سيان إدواردز على موقع ميوزك برينز (الإنجليزية)
- سيان إدواردز على موقع أول ميوزيك (الإنجليزية)
- سيان إدواردز على موقع ديسكوغز (الإنجليزية)